# Ordine di Francisco de Miranda
L'Ordine di Francisco de Miranda è un ordine cavalleresco venezuelano.

## Storia
L'ordine è stato fondato nel luglio 1934, sostituendo un'omonima medaglia creata nel 1930.
Lo statuto dell'ordine era stato riformato il 28 luglio 1939. Con un decreto del 1943 tale modifica è stata abolita.

## Classi
L'ordine dispone delle seguenti classi di benemerenza:
- gran croce
- commendatore
- cavaliere

| Nastri    |              |            |
| Cavaliere | Commendatore | Gran croce |

## Insegne
- Il nastro è color giallo pallido.